# Gualdrada Donati
Gualdrada Donati (fl. XII-XIII secolo) era la moglie di Forese di Vinciguerra Donati.
Viene considerata la causa degli scontri tra guelfi e ghibellini a Firenze del XIII secolo. Secondo la tradizione, fu proprio Gualdrada a convincere Buondelmonte de' Buondelmonti a rifiutare all'ultimo un matrimonio già fissato con un esponente della famiglia Amidei proponendogli una delle sue figlie. 

## Marito e figli
A causa della scarsità di fonti in merito, è difficile ricostruire con precisione la vita di Gualdrada. Geneanet afferma che la donna si è sposata con Vinciguerra attorno al 1180. Dal matrimonio nacquero due figli maschi, Buso e Simone (non si parla di figlie femmine).

## L'inizio dello scontro tra guelfi e ghibellini
Gualdrada viene considerata come colei che ha dato origine alle aspre lotte tra guelfi e ghibellini nella Firenze del XIII secolo. Secondo la Chronica dello Pseudo-Latini, Gualdrada incontrò Buondelmonte qualche giorno prima che questi si sposasse e fece giocoforza sul prestigio della famiglia Donati per dissuaderlo dal contrarre matrimonio con una donna proveniente dal lignaggio degli Amidei. Buondelomonte fu convinto dalle parole di Gualdrada, a tal punto che il giorno delle nozze non si recò in chiesa ma dalla famiglia Donati per contrattare un matrimonio con una delle figlie della stessa Gualdrada e di Forese. L'evento scatenò l'ira della famiglia Amidei, la quale tramò fin da subito delle ritorsioni nei confronti di Buondelmonte. L'episodio della morte di questi viene efficacemente proposto dallo Pseudo Latini: 
" 'Messer lo Schiatta delli Uberti li corse adosso e dielli d'una mazza in sulla testa e miselo a terra del cavallo e tantosto Messer Odd' Arrighi con uno coltello li segho le vene. E lasciarlo morto. E questa posta fue fatta in casa gli Amidei. Allora lo rumore fiie grande e fue messo in una bara e la molgle istava nella bara e tenea il capo in grenbo fortemente piangendo; e per tutta Firenze in questa modo il portarono. In quello giorno si comincio la struzione di Firenze".
Il giorno di Pasqua del 1215 (anche se in alcuni testi si riporta l'anno 1216), Buondelmonte sarebbe uscito dal suo territorio, sforando così in quello degli Amidei. Non appena si trovò all'altezza della statua di Marte, egli fu raggiunto da Oddo Arrighi e da Schiatta degli Uberti, uomini vicino agli Amidei, i quali lo uccisero per vendicare il torto subito da questi. Questo viene considerato il motivo scatenante della faida tra le due fazioni cittadine.   

## Gualdrada in Dante
Anche Dante cita l'inizio della faida tra guelfi e ghibellini, e lo fa attraverso le parole di Cacciaguida (Pd XVI 136, 140-144):
"O Buondelmonte, quanto mal fuggisti / le nozze süe per li altrui conforti! concludendo poi con un'invettiva, quasi rimpiangendo la mancata morte di Buondelmonte che avrebbe risparmiato tanti lutti: Molti sarebbero lieti, che son tristi, / se Dio t'avesse conceduto ad Ema / la prima volta ch'a città venisti". 
Secondo Renato Piattoli, con "altrui conforti" si devono intendere le proposte matrimoniali di Gualdrada a Buondelmonte.